# Comté de Blayney
Pour les articles homonymes, voir Blayney (homonymie).

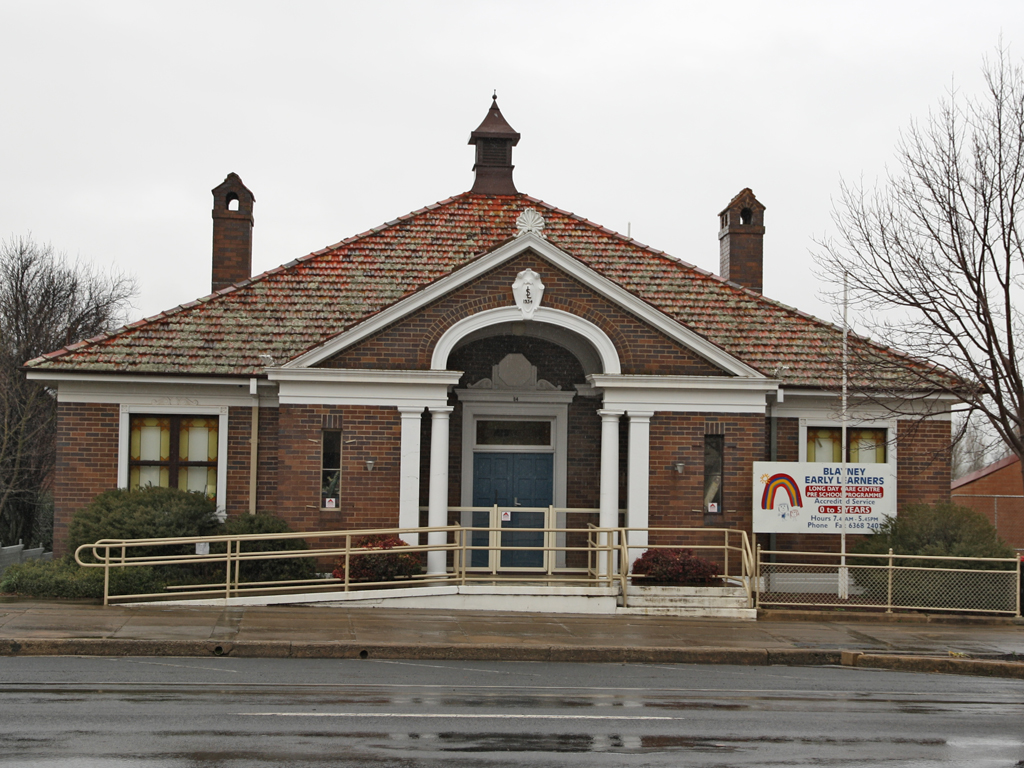
Siège du conseil du comté de Blayney

Le comté de Blayney (en anglais : Blayney Shire) est une zone d'administration locale située dans l'État de Nouvelle-Galles du Sud en Australie, dont le siège est Blayney.

## Géographie
Le comté s'étend sur 1 525 km2 dans la région du Centre-Ouest de la Nouvelle-Galles du Sud. Il est traversé par la Mid-Western Highway et la Main Western Railway.
Il comprend la ville de Blayney, ainsi que les localités d'Athol, Barry, Carcoar, Forest Reefs, Garland, Hobbys Yards, Junction Reefs, Kings Plains, Lyndhurst, Mandurama, Millthorpe, Neville, Newbridge et Wombiana.

## Histoire
Le comté est créé en 1981 par la fusion du comté de Lyndhurst avec les municipalités de Blayney et Carcoar.

## Démographie
| 2001  | 2006  | 2011  | 2016  | 2021  |
| ----- | ----- | ----- | ----- | ----- |
| 6 120 | 6 593 | 6 895 | 7 257 | 7 497 |

## Politique et administration

### Administration locale
Le conseil est formé de sept membres élus pour quatre ans, qui à leur tour élisent le maire est élu par les conseillers. À la suite des élections du 4 décembre 2021, le conseil est formé de sept indépendants. Les dernières élections ont eu lieu le 14 septembre 2024.

### Liste des maires
| Période        | Période      | Identité       | Étiquette   | Qualité |
| -------------- | ------------ | -------------- | ----------- | ------- |
| septembre 2008 | octobre 2012 | Bruce Kingham  |             |         |
| 3 octobre 2012 | octobre 2024 | Scott Ferguson | Indépendant |         |
| 4 octobre 2024 | en fonction  | Bruce Reynolds | Indépendant |         |

### Circonscriptions électorales
La zone est rattachée à la circonscription de Calare pour les élections fédérales et à celle de Bathurst pour les élections à l'Assemblée législative de Nouvelle-Galles du Sud.